# 西藏自治区藏医院
西藏自治区藏医院 (藏語：བོད་རང་སྐྱོང་ལྗོངས་སྨན་རྩིས་ཁང་，威利转写：Bod Raṅ-skyoṅ-ljoṅs Sman-rtsis-khaṅ，THL：bö renkyönjön samentsikhen) 是中国西藏自治区拉萨市的一座藏医医院，亦负责藏历推算。

## 历史
该医院的前身为始建于1916年的“门孜康”。1959年，西藏自治区筹备委员会将“门孜康”和“药王山利众医学院”两个机构合并，建立了“拉萨藏医院”。1966年，该医院更名为“劳动人民医院”。1980年，经西藏自治区人民政府批准，该医院扩建为西藏自治区藏医院。
1996年，被评为“全国百家示范中医医院”。2005年，按照《西藏自治区三级藏医院分等标准》，通过“三级甲等藏医院”评审。

## 历任院长
- 钦绕诺布（1959年－1962年12月）[2]

## 外部連結
- 西藏自治区藏医院官網 （页面存档备份，存于）